# Дражовце (округ Крупіна)
Дражовце (словац. Drážovce) — село в окрузі Крупіна Банськобистрицького Словаччини. Площа села 8,03 км². Станом на 31 грудня 2017 року в селі проживало 132 жителі.

## Історія
Перші згадки про село датуються 1135 роком.

## Населення
| Рік:            | 1994. | 2004.   | 2014.    | 2024.    |
| --------------- | ----- | ------- | -------- | -------- |
| Кількість осіб: | 127   | 120     | 145      | 117      |
| Різниця:        |       | -5,51 % | +20,83 % | -19,31 % |

| Рік:            | 2023. | 2024. |
| --------------- | ----- | ----- |
| Кількість осіб: | 117   | 117   |
| Різниця:        |       | +0 %  |